# Каррік (Каліфорнія)
Каррік (англ. Carrick) — переписна місцевість (CDP) в США, в окрузі Сискью штату Каліфорнія. Населення — 143 особи (2020).

## Географія
Каррік розташований за координатами 41°26′48″ пн. ш. 122°21′48″ зх. д. / 41.44667° пн. ш. 122.36333° зх. д. (41.446746, -122.363457).  За даними Бюро перепису населення США в 2010 році переписна місцевість мала площу 0,15 км², уся площа — суходіл.

## Демографія
Згідно з переписом 2010 року, у переписній місцевості мешкала 131 особа в 52 домогосподарствах у складі 37 родин. Густота населення становила 860 осіб/км².  Було 65 помешкань (427/км²).
Расовий склад населення:
| - 84,0 % — білих - 5,3 % — чорних або афроамериканців - 1,5 % — корінних американців - 1,5 % — азіатів |

До двох чи більше рас належало 6,9 %. Частка іспаномовних становила 6,1 % від усіх жителів.
За віковим діапазоном населення розподілялося таким чином: 27,5 % — особи молодші 18 років, 63,3 % — особи у віці 18—64 років, 9,2 % — особи у віці 65 років та старші. Медіана віку мешканця становила 42,8 року. На 100 осіб жіночої статі у переписній місцевості припадало 98,5 чоловіків;  на 100 жінок у віці від 18 років та старших — 102,1 чоловіків також старших 18 років.
Цивільне працевлаштоване населення становило 15 осіб. Основні галузі зайнятості: освіта, охорона здоров'я та соціальна допомога — 100,0 %.